# (34398) Terryschmidt
(34398) Terryschmidt (2000 RK78) – planetoida z pasa głównego asteroid okrążająca Słońce w ciągu 4,45 lat w średniej odległości 2,71 j.a. Odkryta 9 września 2000 roku.